# 盖兰
盖兰（法語：Guéreins，法語發音：[ɡeʁɛ̃]）是法国安省的一个市镇，位于该省西部，和罗讷省接壤，属于布雷斯地区布尔格区。

## 地理
盖兰（46°6'29"N, 4°46'47"E）面积4.51 平方千米，位于法国奥弗涅-罗讷-阿尔卑斯大区安省，该省份为法国东部省份，北起汝拉省，西北接索恩-卢瓦尔省，西接罗讷省和里昂大都会，南至伊泽尔省，东与萨瓦省、上萨瓦省和瑞士接壤。
与盖兰接壤的市镇（或旧市镇、城区）包括：热努约、蒙索、索恩河畔蒙梅勒、索恩河畔佩济约、塔波纳、博若莱地区贝尔维尔。

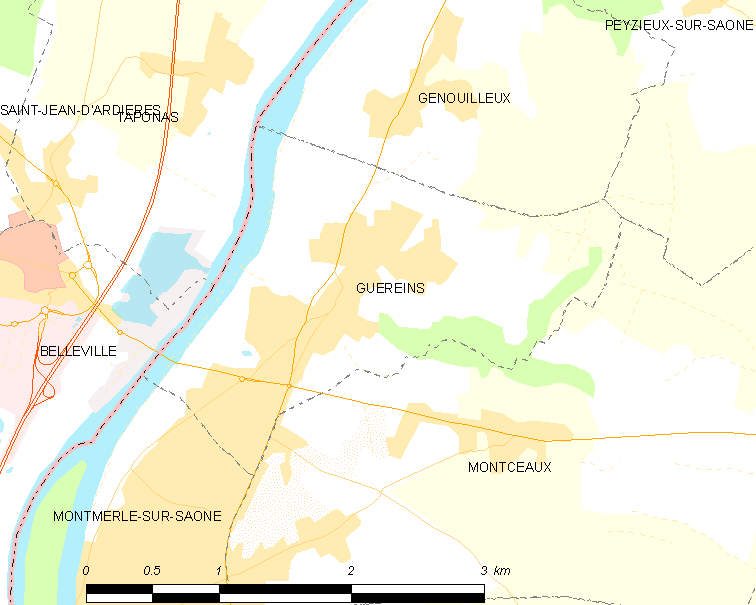
盖兰的OSM定位图

盖兰的时区为UTC+01:00、UTC+02:00（夏令时）。

## 行政
盖兰的邮政编码为01090，INSEE市镇编码为01183。

## 政治
盖兰所属的省级选区为沙拉罗讷河畔沙蒂永县。

## 人口

1962-2008年间盖兰人口变化图示

盖兰于2022年1月1日时的人口数量为1503人。